# Bajoci

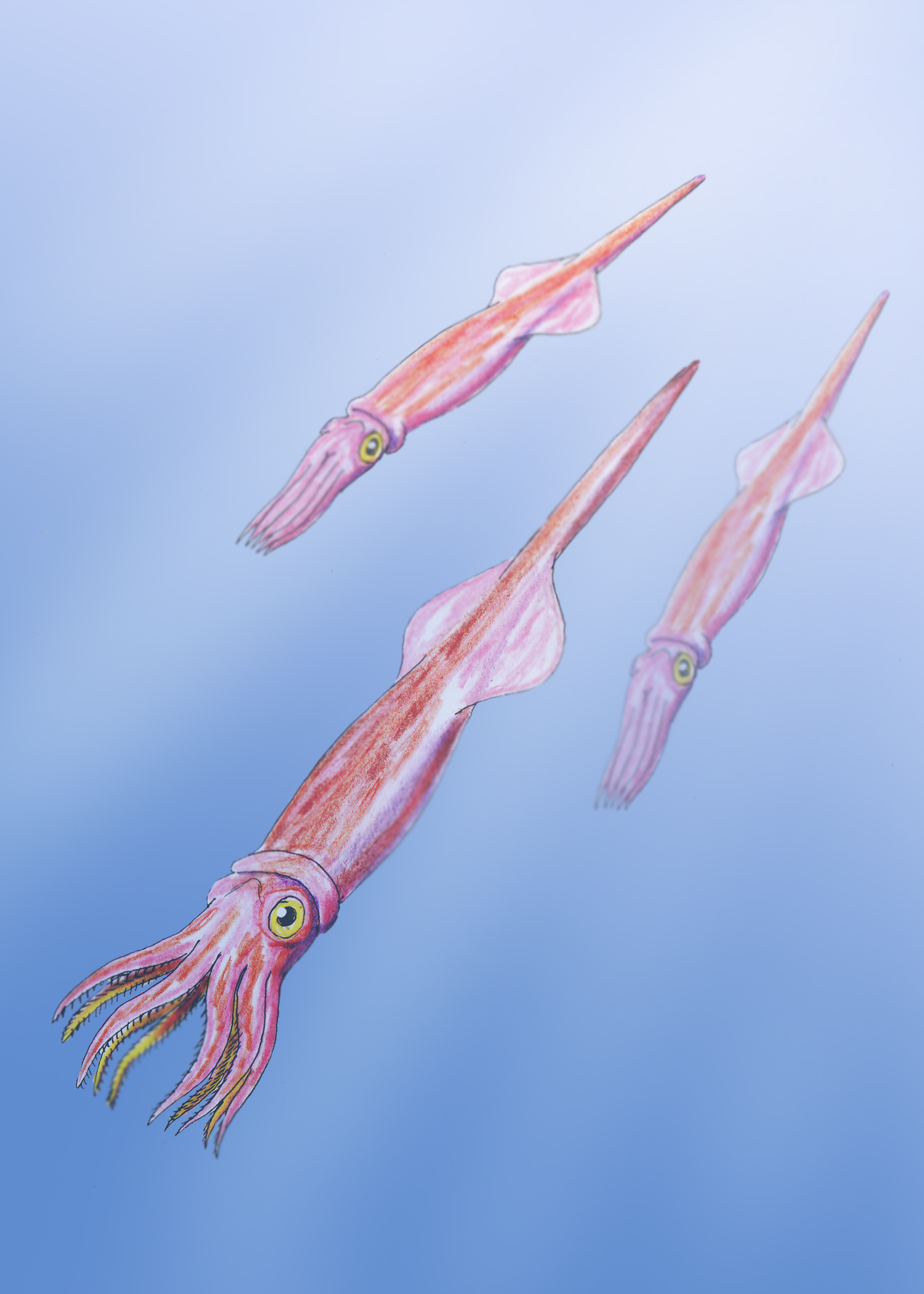
A bajoci korszakban is élt belemniteszek

Az bajoci a középső jura földtörténeti kor négy korszaka közül a második volt, amely 170,3 ± 1,4 millió évvel ezelőtt (mya) kezdődött az aaleni korszak után, és 168,3 ± 1,3 mya végződött a bathi korszak kezdetekor.
Neve az észak-franciaországi Bayeux város latin nevéből származik. Az elnevezést először Alcide d’Orbigny francia paleontológus használta 1842-ben.

## Határai
Kezdetét a Nemzetközi Rétegtani Bizottság meghatározása szerint a Hyperlioceras ammoniteszek megjelenése jelzi a korból származó kőzetrétegekben. Az utána következő bathi korszak a Parkinsonia convergens ammoniteszfaj megjelenésével kezdődik.